# ヤマ勘記者の事件日誌
『ヤマ勘記者の事件日誌』（ヤマかんきしゃのじけんにっし）は、1997年にTBS系「月曜ドラマスペシャル」で放送されたテレビドラマシリーズ。全2回。主演は橋爪功。

## キャスト

### 週刊フレッシュ
山尾武
演 - 橋爪功
毎朝新聞社会部から風俗雑誌編集部の「週刊フレッシュ」へ異動した記者。
風間玲子
演 - 黒田福美
編集長。
若月伸吾
演 - 津久井啓太
編集部員。

### 山尾の親族
山尾優
演 - 仲条春香（第1作）
山尾と正子の娘。
東田幸代
演 - 南美江
正子の母。
山尾正子
演 - 野際陽子
山尾の妻。山手西警察署の署長。

### その他
明智光男
演 - 火野正平
九州ナイトタイムスのカメラマン。
飯山
演 - 塩見三省
毎朝新聞社会部。

### ゲスト
第1作（1997年2月24日）
- ローザ（ソープ嬢・本名はリエで百合の姉） - 洞口依子
- 杉森公男（環境保護団体グリーンフロント 代表） - 赤羽秀之
- 柿崎百合（故人） - 中野若葉
- 柿崎清（リエと百合の父親） - 谷啓
- 食堂の主人 - 本田博太郎
- 上川和男（毎朝新聞社会部編集局長） - 石橋蓮司

第2作（1997年12月15日）
- 結城慎太郎（失踪している政美の夫） - モト冬樹
- 結城政美（玲子の中学時代の同級生） - 深浦加奈子
- 松本（会社経営者） - 赤星昇一郎
- 川野正晴（松本の会社の従業員） - 谷口高史
- 前島（熊本県警 刑事） - 立川三貴

## スタッフ
- 脚本 - 香取俊介、柏原寛司
- プロデューサー - 足立弘平、武田功、高田卓哉 (TBS)
- 監督 - 原田徹
- 製作 - 松竹、TBS

## 放送日程
| 話数 | 放送日        | サブタイトル | 脚本     | 監督   |
| ---- | ------------- | --- | -------- | ------ |
| 1    | 1997年2月24日 | 男女の愛憎劇が雪のススキノ・小樽と歌舞伎町を結ぶ！ 風俗雑誌に左遷された敏腕記者が執拗に追う謎と悲しみの犯人像！ 殺されたのは二つの顔を持つ男 | 香取俊介 | 原田徹 |
| 2    | 12月15日      | 妻を捨て蒸発した男の謎を追って博多 熊本へ… 連続殺人の真相を握る風俗嬢と傷心の妻 失楽園夫の悲しい結末と冷酷な犯人                             | 柏原寛司 | 原田徹 |